# Walter Eucken
Walter Eucken (17. ledna 1891 Jena, Německé císařství – 20. března 1950 Londýn, Spojené království) byl německý ekonom a představitel neoliberalismu.
Je zakladatel freiburské školy politické ekonomie (ordoismu), jejímž filozofickým a metodologickým základem je novokantovství. Eucken byl profesorem na univerzitách v Berlíně a ve Freiburgu.